# Dmitrij Gierasimienko
Dmitrij Władimirowicz Gierasimienko (ros. Дмитрий Владимирович Герасименко, ur. 1 października 1987) – rosyjski, a od 2011 roku serbski judoka i sambista. Olimpijczyk z Londynu 2012, gdzie zajął dziewiąte miejsce w wadze średniej.
Uczestnik mistrzostw świata w 2011 i 2014. Startował w Pucharze Świata w latach: 2007-2012, 2014 i 2015. Zajął siódme miejsce na mistrzostwach Europy w 2012, a także zdobył dwa medale w drużynie. Trzykrotnie stawał na podium na Uniwersjadach. Trzeci na MŚ w sambo w 2018 roku, a także na igrzyskach Europejskich w 2019. Wicemistrz Rosji w judo w 2006 i 2009; Serbii w 2012 i 2014 roku.

## Letnie Igrzyska Olimpijskie 2012
| Konkurencja | Eliminacje            | Eliminacje             | Klas. końcowa |
| Konkurencja | Przeciwnik I          | Przeciwnik II          | Miejsce       |
| ----------- | --------------------- | ---------------------- | ------------- |
| 90 kg       | Kinapeya Kone (CIV) Z | Asley González (CUB) P | 9.            |